# Phú Ngọc
Phú Ngọc là một xã thuộc huyện Định Quán, tỉnh Đồng Nai, Việt Nam.
Xã Phú Ngọc có diện tích 69,9 km², dân số năm 1999 là 16.236 người, mật độ dân số đạt 232 người/km².

## Hành chính
Xã Phú Ngọc được chia thành 6 ấp: 1, 2, 3, 4, 5, 7.